# Millie Werber
Millie Werber (Radom, 1926) è una scrittrice polacca.
È una scrittrice ebreo-polacca testimone della Shoah.
Nata a Radom nella Polonia centrale nel 1926, è sopravvissuta ai campi di sterminio, dove ebbe un'incredibile storia d'amore maturata all'ombra del filo spinato con un ragazzo ebreo, Heiniek, della polizia ebraica, con cui riuscì clandestinamente a sposarsi nel 1942. Ma in quei luoghi di sterminio rimase presto giovane e inviolata vedova. Heniek, tradito da un altro ebreo, era stato condannato a morte.
Nel 1944 venne deportata ad Auschwitz-Birkenau dove visse l'orrore della prigionia nazista. Nel 1946 si stabilì a New York con il secondo marito Jack. Con l'aiuto della sua amica insegnante Eve Keller, nel 2012 scrisse il suo libro "Two Rings: A Story of Love and War" in italiano tradotto come "La sposa di Auschwitz", il racconto della sua toccante esperienza. Dopo la morte del secondo marito si è ritirata a Long Island con la sua numerosa famiglia.